# Glamorous
Glamorous – utwór amerykańskiej piosenkarki Fergie. Jest to trzeci singel promujący jej pierwszą solową płytę, The Dutchess. Gościnnie wystąpił w nim kolega Fergie po fachu, Ludacris.

## Teledysk
Początek teledysku pokazuje imprezującą Fergie z przyjaciółmi w 1994 r. Następnie kilka lat później ukazuje Fergie wsiadająca do samolotu i popijającą szampana. Podczas zwrotki Fergie z dwiema dziewczynami śpiewa w limuzynie. Potem razem z Ludacrisem stoi na wzgórzu. W czasie trwania teledysku przelatują migawki, gdy Fergie podjeżdża do Taco Bell, rozmawia przez telefon i rozmawia z ojcem jako mała dziewczynka.